# Abri-caverne

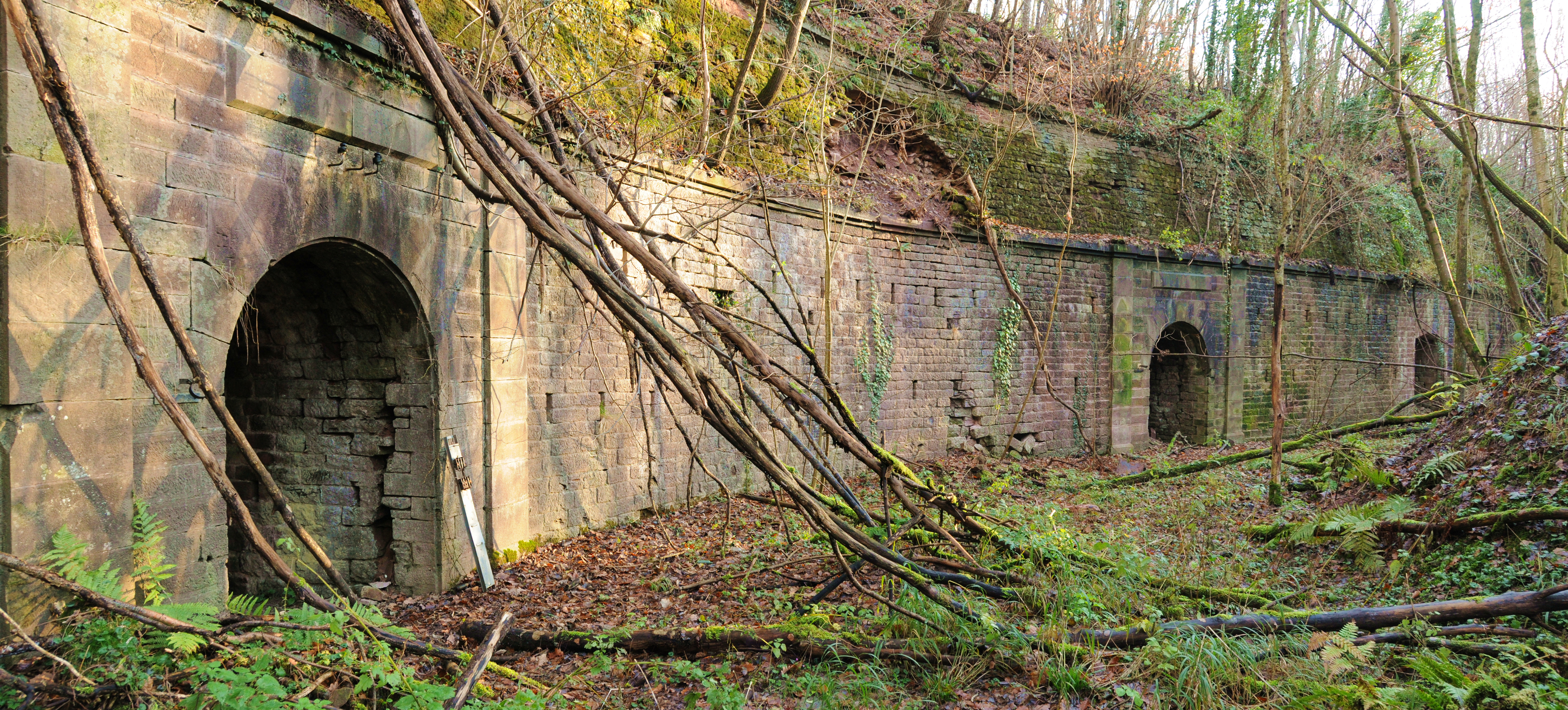
Entrées de l'abri-caverne du fort de Roppe.

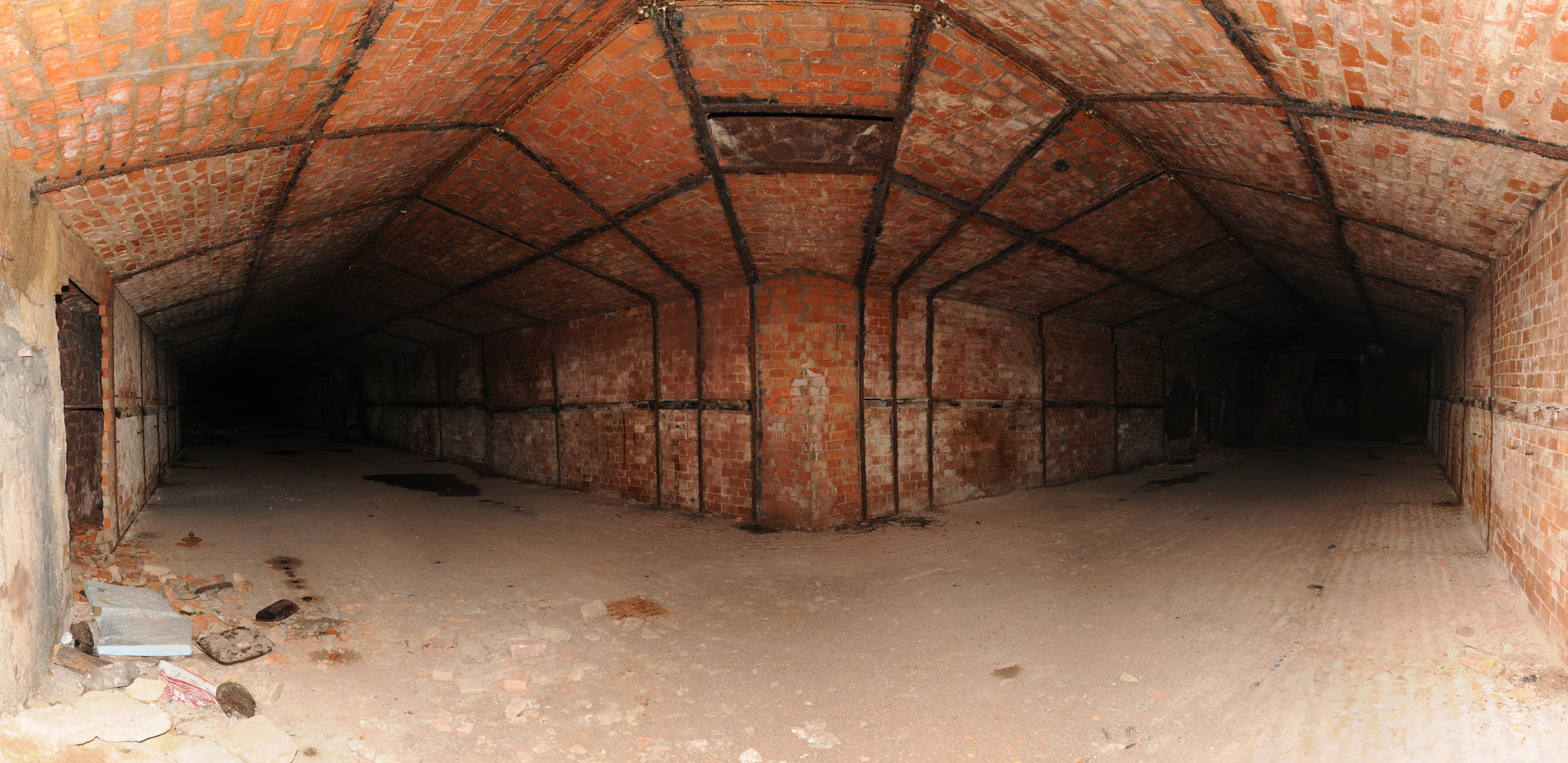
Intérieur de l'abri-caverne du fort de Roppe.

Un abri-caverne (appelés également abri sous roc ou casemate-caverne) est un élément de fortification du Système Séré de Rivières construit après la guerre franco-prussienne de 1870.
À la suite de la crise de l'obus torpille et du problème de la protection de l'infanterie dans les intervalles, on développe sur les places de Verdun, de Toul, d'Épinal et de Belfort dans les années 1888-1892, la construction des abris-cavernes.
Ces abris sont constitués généralement de trois entrées creusées et construites en pierre de taille permettant d'accéder à une grande salle. D'une capacité de 250 hommes (1 compagnie), ces abris étaient destinés à abriter les hommes avant l'assaut et pendant le duel d'artillerie.
Ci-dessous se trouve la liste de ces organisations.

## Place de Toul
- Secteur du fort de Lucey 
  - casemate caverne de Lucey no 1
  - casemate caverne de Lucey no 2
  - casemate caverne de Lucey no 3
  - casemate caverne de Lucey no 4
  - casemate caverne de Lucey no 5
  - casemate caverne de Lucey no 6
  - casemate caverne de Lucey no 7
  - casemate caverne de Lucey no 8

- Secteur fort d'Écrouves- fort de Bruley 
  - Abri des Servants d'Écrouves no 1
  - casemate caverne d'Écrouves no 2
  - casemate caverne d'Écrouves no 3
  - Abri des Servants d'Écrouves no 4
  - casemate caverne d'Écrouves no 5
  - casemate caverne d'Écrouves no 6
  - Abri des Servants d'Écrouves no 7
  - casemate caverne  de Bois Bulletin

- Secteur fort de Domgermain-fort de Blénod 
  - casemate caverne de Blenod no 1
  - casemate caverne de Blenod no 2
  - casemate caverne de Charmes no 1
  - casemate caverne de Charmes no 2
  - casemate caverne de Charmes no 3
  - casemate caverne de Charmes no 4
  - casemate caverne de Domgermain

- Secteur central : Fort de Saint-Michel 
  - casemate caverne groupe supérieur de la côte Barine
  - casemate caverne groupe inférieur de la Côte Barine
  - casemate caverne groupe supérieur du Saint-Michel
  - casemate caverne groupe inférieur du Saint-Michel
  - casemate caverne fossé réduit du Saint-Michel

## Rideau défensif de la haute-Moselle
- Abri-caverne du fort de Giromagny, à Giromagny.

## Place deBelfort
- Abri-caverne du fort de Roppe, à Roppe.
- Abri-caverne du fort du Mont Vaudois, à Héricourt.
- Abri-caverne de l'ouvrage du Haut-Bois, à Banvillars.
- Abri-caverne du fort du Bois d'Oye, à Bermont. L'abri-caverne est situé au nord du fort, sur la commune de Dorans.
- Abri-caverne du fort du Salbert, à Belfort. Celui-ci a été complètement transformé lors de la création dans les années 1950 de l'ouvrage "G" de la D.A.T.

## Place deBesançon
- Abri-caverne du fort de Montfaucon à Montfaucon.
- Abri-caverne du fort de Fontain  à Fontain.
- Abri-caverne du fort de Châtillon-le-Duc à Châtillon-le-Duc.
- Abri-caverne de la batterie Rolland à Fontain.
- Abri-caverne du fort de Planoise à Besançon.
- Abris-cavernes des ouvrages de la crête de Pouilley à Pouilley-les-Vignes.